# شاموند ويليامز
شاموند ويليامز (بالإنجليزية: Shammond Williams)‏ مواليد 5 أبريل 1975 في ذا برونكس، هو لاعب كرة سلة جورجي معتزل أصبح مدرباً مساعدا بدأ مسيرته الاحترافية في سنة 1998. تم اختياره من قبل فريق شيكاغو بولز خلال الدرافت. يبلغ طوله 6 قدم 1 بوصة (1.9 م). اعتزل اللعب في 2011. أحرز خلال مسيرته في الإن بي إيه 1892 نقطة بمعدل 5.8 نقاط في المباراة الواحدة.

## المسيرة الاحترافية
لعب مع أتلانتا هوكس في موسم 1998–1999، ثم لعب مع طرابزون سبور لكرة السلة في الدوري التركي في سنة 1999، ثم لعب مع سياتل سوبرسونيكس من سنة 1999 إلى 2002، ثم لعب مع بوسطن سيلتكس في موسم 2002–2003، ثم لعب مع دنفر ناغتس في سنة 2003، ثم لعب مع أورلاندو ماجيك في موسم 2003–2004، ثم لعب مع نيو أورلينز بيليكانز في سنة 2004، ثم لعب مع برشلونة في الدوري الإسباني في موسم 2005–2006، ثم لعب مع لوس أنجلوس ليكرز في موسم 2006–2007.

## روابط خارجية
- شاموند ويليامز على موقع الاتحاد الدولي لكرة السلة (الإنجليزية)
- شاموند ويليامز على موقع الدوري الأوروبي لكرة السلة (الإنجليزية)
- شاموند ويليامز على موقع إن بي أي (الإنجليزية)
- شاموند ويليامز على موقع سبورتس رفرنس (الإنجليزية)
- شاموند ويليامز على موقع الدوري الإسباني لكرة السلة (الإسبانية)
- شاموند ويليامز على موقع كرة السلة الأوروبية.كوم (الإنجليزية)
- شاموند ويليامز على موقع كلية كرة السلة في سبورتس رفرنس.كوم (الإنجليزية)
- شاموند ويليامز على موقع ريلجم (الإنجليزية)
- شاموند ويليامز على موقع بروبوليرز (الإنجليزية)
- شاموند ويليامز على موقع سبورتس رفرنس (الإنجليزية)